# Pompéu (ort)
Pompéu är en ort i Brasilien.   Den ligger i kommunen Pompéu och delstaten Minas Gerais, i den sydöstra delen av landet, 500 km sydost om huvudstaden Brasília. Pompéu ligger 852 meter över havet och antalet invånare är 25 277.
Terrängen runt Pompéu är platt åt nordväst, men åt sydost är den kuperad. Pompéu ligger uppe på en höjd. Det finns inga andra samhällen i närheten.
Omgivningarna runt Pompéu är huvudsakligen savann. Runt Pompéu är det glesbefolkat, med 17 invånare per kvadratkilometer.